# İhsan Oktay Anar
İhsan Oktay Anar (n. 21 noiembrie 1960, Yozgat, Turcia) este un romancier și scriitor de povestiri turc.
După ce și-a finalizat studiile universitare, postuniversitare și doctorale la Universitatea Mării Egee (tc. Ege Üniversitesi), Facultatea de Litere, Departamentul de Filosofie, s-a pensionat din același departament în calitate de cadru didactic în 2011.
În 1995 a publicat primul său roman, „Atlasul continentelor încețoșate” (tc. Puslu Kıtalar Atlası), care a fost tradus în peste douăzeci de limbi și s-a bucurat de multă atenție și aprecieri atât în ceea ce privește conținutul, cât și forma. Romanul său „Poveștile lui Efrasiyab” (tc. Efrâsiyâb'ın Hikâyeleri) a fost adaptat și pus în scenă ca piesă de teatru în Anglia.
Anar a primit Premiul pentru Literatură „Erdal Öz” în 2009.

## Biografie

### Familia și copilăria
İhsan Oktay Anar s-a născut în Yozgat în 1960, fiind cel mai mic copil al unei familii din Istanbul. Tatăl său, Mehmet Sait Bey, a fost expert în băuturi alcoolice la TEKEL, iar mama sa, Bedia Hanım, a fost funcționar public. De asemenea, are două surori mai mari pe nume Süheyla și Füruzan. Strămoșii lui Anar au venit la Istanbul din Kazan în 1893. Bunicul său, Abdullah Almaçov, a mers la școala religioasă (tc. medrese) din Fatih pentru a studia teologia și a lucrat ca profesor acolo. La 3 martie 1924, a părăsit școala religioasă ca urmare a închiderii „medreselor” odată cu Legea Tawhîd-i Tedrîsât. Bunicul lui Anar, care s-a stabilit la Istanbul, a luat numele de familie „Anar” odată cu instaurarea Legii Numelui de Familie. İhsan Oktay descrie acest eveniment după cum urmează:
Unchiul meu a venit cu ideea numelui de familie Anar. Acesta s-a îndrăgostit de o grecoaică, dar ea nu l-a iubit la rândul ei și au ales numele de familie Anar, care înseamnă „Nu te voi uita niciodată, îmi voi aminti mereu de tine”.

### Educația și viața profesională
Datorită profesiei tatălui său, Anar a urmat școala primară și gimnazială la Istanbul și s-a mutat la Izmir când era în liceu. A intrat la Liceul de băieți Karșıyaka, dar a fost exmatriculat din școală înainte de a-și putea finaliza studiile, terminându-și studiile liceale la liceul seral. După ce a început să studieze la liceul seral, Anar a început să picteze panouri în timpul zilei; a continuat această meserie până la facultate și a renunțat la ea după ce a intrat la facultate.
Chiuleam de la școală și mergeam la bibliotecă. Mergeam la Biblioteca Națională. Fugeam de la școală și citeam acolo: Maupassant, Cehov, Gogol... Într-o zi a venit acasă vestea că am fost exmatriculat de la școală, pentru că nu am frecventat cursurile.
După terminarea studiilor liceale, Anar a urmat cursurile Universității Mării Egee, Departamentul de Filosofie, continuându-și studiile de masterat la aceeași universitate pentru a-și amâna serviciul militar. În 1995, și-a încheiat serviciul militar ca locotenent și a servit în Operațiunea din nordul Irakului.
După absolvirea masteratului, a fost numit asistent de cercetare la Universitatea Mării Egee, Departamentul de Filosofie, și a ieșit la pensie în 2011.

### Căsătoria sa
Anar s-a căsătorit cu Özlem Hanım, studentă la filosofie, în 1999.

## Cariera literară
Anar, care mergea mai mult la bibliotecă decât la școală, a fost exmatriculat din acest motiv de la Liceul de băieți Karșıyaka. Și-a concentrat munca asupra romanelor și, până în anul 2023, i-au fost publicate în total opt romane. Anar are și un roman nepublicat intitulat Tamu, pe care l-a scris în 1991 și pentru a cărui publicare a negociat cu diverse edituri timp de patru ani. Când Anar a reexaminat ulterior această lucrare, nu i-a plăcut și a renunțat să o mai publice.

### Romanele sale
Stilul literar al lui İhsan Oktay Anar conține, în general, trimiteri. Pentru a da în mod aproximativ câteva exemple: băiatul pe nume Israfil din romanul „Amat”, care este trompetistul navei și suflă în fluierul de înviere, îl simbolizează pe Israfil care va sufla în trâmbiță în Ziua Judecății; iar depozitul inferior simbolizează subteranul și mormântul.

### Povestirile sale
Prima povestire a lui Anar a fost „Apologia pentru necredincioși” (tc. Kâfirler İçin Apologia), publicată în revista „Spuma mov” (tc. Mor Köpük). O altă povestire intitulată „Rabnûmâ” a fost publicată în aceeași revistă în 1985. Povestirea sa intitulată „Bătălia de la Çaldıran a sultanului Yavuz Selim Han” (tc. Yavuz Sultan Selim Han Efendimizin Çaldıran Meydan Muharebesi) a fost publicată în revista Kitap-lık, publicată de Yapı Kredi Yayınları (YKY). În cartea intitulată „1002 basme de noapte” (tc. 1002 Gece Masalları), publicată de Yiğit Değer Bengi, a inclus o povestire intitulată „Soarta înspăimântătoare a muncitorului în construcții Rıfkı” (tc. İnșaat İșçisi Rıfkı'nın Dehșet Verici Akıbeti).

## Operele sale
| Titlul cărții                                                | Anul publicării | Editura            | ISBN               |
| ------------------------------------------------------------ | --------------- | ------------------ | ------------------ |
| Atlasul continentelor încețoșate (tc. Puslu Kıtalar Atlası ) | 1995            | İletișim Yayınları | ISBN 9789754704723 |
| Cartea mecanicii (tc. Kitab-ul Hiyal)                        | 1996            | İletișim Yayınları | ISBN 9789754705423 |
| Poveștile lui Efrâsiyâb (tc. Efrasiyab’ın Hikâyeleri)        | 1997            | İletișim Yayınları | ISBN 9789754706482 |
| Amat                                                         | 2005            | İletișim Yayınları | ISBN 9789750503726 |
| Tăcuții (tc. Suskunlar)                                      | 2007            | İletișim Yayınları | ISBN 9789750505386 |
| Ziua a șaptea (tc. Yedinci Gün)                              | 2012            | İletișim Yayınları | ISBN 9789750510861 |
| Eroul mitocan (tc. Galîz Kahraman)                           | 2014            | İletișim Yayınları | ISBN 9789750514180 |
| Tiamat                                                       | 2022            | Everest Yayınları  | ISBN 9786051857237 |

## Personalitatea sa
Deoarece İhsan Oktay Anar își dorește să fie cunoscut în societate doar prin literatură și cărțile pe care le publică, nu folosește nicio platformă de socializare, nici nu apare în emisiuni de televiziune, nu participă la discuții și nu acordă interviuri. Prin urmare, nu este ușor de găsit informații despre viața sa personală și despre familia sa. Unul dintre rarele interviuri cunoscute ale lui Anar este un scurt interviu stradal la care a participat întâmplător în februarie 2020.
Chiar și atunci când a câștigat Premiul pentru Literatură „Erdal Öz” în anul 2009, a ținut un discurs foarte scurt, declarând: „Sunt fericit, sunt bucuros!”